# 赵振东 (主教)
赵振东（1920年7月14日—2007年7月13日），圣名裴理伯·伯多禄，河北蔚县人，罗马天主教中国河北省宣化教区主教。

## 生平
1920年7月14日，赵振东出生于河北省蔚县县城一个非天主教徒家庭，1935年进入宣化小修院就读，1942年入读宣化大修院，同时在宣化景星小学任教。1948年毕业于北平文声学院。1949年8月14日晋升神甫。文化大革命期间，他被判处劳动改造十八年，1982年获释。1989年10月30日，张九牧、赵振东在保定教区由刘冠东主教主礼被秘密祝圣为宣化教区正权主教和助理主教。1999年12月12日，张九牧主教去世，赵振东继任为宣化教区正权主教。 
2004年12月，赵振东因祝圣四名新神父而遭软禁，至翌年冬天获准返回蔚县上营庄教堂。2007年7月13日去世，享年87岁。